# Cnesia dissimilis
Cnesia dissimilis är en tvåvingeart som först beskrevs av Edwards 1931.  Cnesia dissimilis ingår i släktet Cnesia och familjen knott. Inga underarter finns listade i Catalogue of Life.